# Streckenwärterhaus (Feucht)

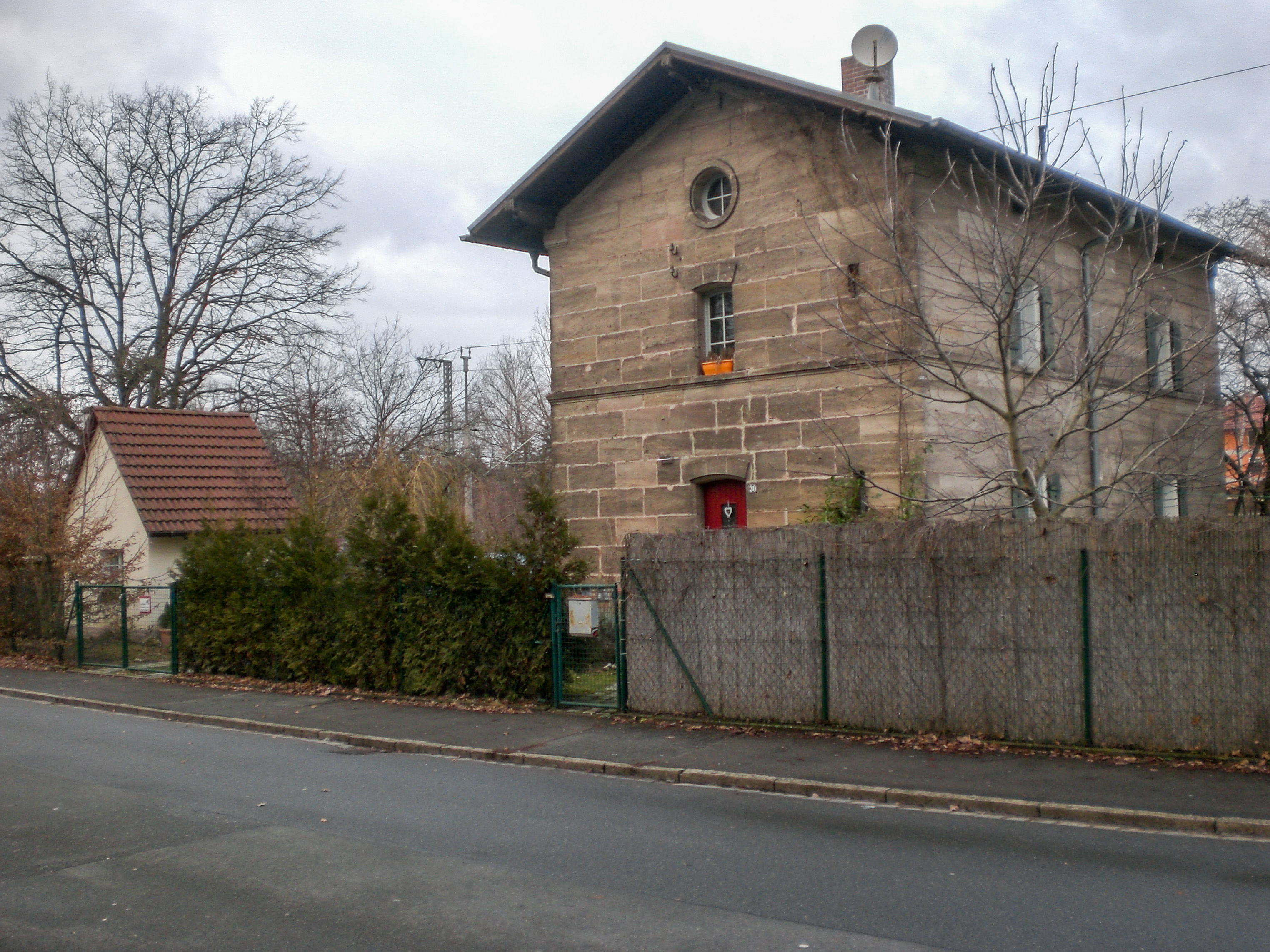
Ehemaliges Streckenwärterhaus in Feucht

Das Streckenwärterhaus in Feucht, eines Marktes im mittelfränkischen Landkreis Nürnberger Land in Bayern, wurde um 1871 von der Actiengesellschaft der bayerischen Ostbahnen errichtet. Das ehemalige Bahnwärterhaus für Streckenwärter an der Bahnstrecke Regensburg–Nürnberg in der Bahnhofstraße 30, ist vom Bayerischen Landesamt für Denkmalpflege als Baudenkmal ausgewiesen.
Der zweigeschossige Sandsteinquaderbau mit flachem Satteldach hat eins zu zwei Fensterachsen. Im straßenseitigen Giebel ist ein Rundfenster vorhanden. Alle anderen Fenster und die Haustür sind oben mit einem Segmentbogen abgeschlossen.